# Дружинниковская улица
Дружи́нниковская у́лица — улица в центре Москвы, на Пресне, между Рочдельской улицей и улицей Красная Пресня.

## Происхождение названия
Первоначально улица называлась Прудовая, Нижняя Прудовая или Нижняя Пресненская, так как проходила вдоль Нижнего Пресненского пруда, ныне не существующего. В 1918 году была переименована в улицу Дружинников — в честь участников рабочих дружин и революции 1905—1907 годов. В 1922 году улица получила современную форму названия.

## Описание
Дружинниковская улица начинается от Проектируемого проезда № 1072 у здания Белого дома недалеко от Горбатого моста, проходит вверх на север вдоль Пресненского парка параллельно Конюшковской улице (слева к ней примыкает переулок Капранова), пересекает улицу Заморёнова и выходит на улицу Красная Пресня. В конце улицы расположена станция метро «Краснопресненская».
Ранее, до строительства Белого дома, Дружинниковская улица начиналась от Краснопресненской набережной и проходила практически по центру сегодняшнего месторасположения Белого дома, пересекая Рочдельскую улицу.

## Здания и сооружения
По нечётной стороне:
- № 9 — Детский парк Пресненский; школа «Виктория»;
- № 11/2 —  Жилой дом. Строительство дома для ВАО «Интурист» было начато в 1935 году 10-й мастерской Моссовета (руководитель В. Д. Кокорин, автор проекта П. А. Масальский). Дом должен был занять угловой участок с переулком Капранова, оформляя проектируемую трассу улицы от Ново-Арбатской площади к площади Белорусского вокзала. Перед войной дом передали другому ведомству и строительство заморозили; позднее отказались от прокладки в этом месте сквозной трассы. Угловая часть здания построена в 1960-х годах и стилистически не связана с основным объёмом дома[3]. В здании размещается информационно-издательский центр «Патент».
- № 15 — Киноцентр на Красной Пресне (1990, архитекторы Ю. И. Филлер, В. М. Гинзбург и др.); кинокомпания «Мастер-Фильм». В связи со сносом здания, намеченным на декабрь 2019 года и последующим возведением на его месте апартаментов общей площадью свыше 80 тыс. кв.м, киноцентр «Соловей» со 2 декабря 2019 года прекратил свою работу[4].

По чётной стороне:
- № 18 — каток стадиона «Красная Пресня».
- № 30с1 — бывшее здание салона красоты, построенное в 1965 году[5]. К 2020-м годам здание занимают ресторан и магазины.